# Masacre de Lieja de 2011
La masacre de Lieja de 2011 fue una acción suicida dirigida contra la población que tuvo lugar el 13 de diciembre de 2011 en la ciudad belga de Lieja.
El atacante, Nordine Amrani, de 33 años y delincuente local habitual, lanzó varias granadas de mano y disparó su fusil de combate FN FAL contra los civiles que se encontraban en la céntrica plaza de Saint-Lambert, causando la muerte de 5 personas y heridas a más de 120, algunas de extrema gravedad. Después se suicidó con una pistola.

## El ataque
Los hechos sucedieron el 13 de diciembre de 2011 sobre las 12h30 en la plaza Saint-Lambert, una céntrica plaza, muy concurrida a esa hora donde se concentran muchos comercios y paradas de autobús. Ubicado en una plataforma cercana, el atacante, lanzó varias granadas en dirección a las paradas de autobús con el objetivo de dañar al mayor número de personas posibles. El ataque desató el caos en la zona y obligó a un gran despliegue policial para controlar la situación y atender los numerosos heridos. Tras el lanzamiento de la cuarta granada, Nordine Amrani optó por poner fin a su vida.

## El atacante
Nordine Amrani era una ciudadano belga, nacido el 15 de noviembre de 1978 en Ixelles. Según su abogada, aunque era de origen marroquí, no hablaba árabe ni era musulmán. Estaba en libertad condicional tras haber sido condenado en 2008 por el tribunal de Lieja a 58 meses de cárcel por posesión ilegal de armas así como por la tenencia de 2 800 plantas de cannabis.
El mismo día de los hechos, por la mañana, ya había cometido una primera agresión al matar a una empleada del hogar que trabajaba en su edificio tras invitarla a su casa con la excusa de darle trabajo.  Abandonó luego su domicilio con una bolsa donde escondía armas y munición para dirigirse al lugar desde donde perpetró el ataque.

## Las víctimas
El suceso dejó cinco muertos y 125 heridos, entre los que se encuentran muchos estudiantes. La mayoría de ellos sufrió cortes, problemas respiratorios, o heridas causadas por las granadas. Un hospital de campaña se instaló en el patio del Palacio de Justicia, mientras que un rosario de ambulancias se encargaron de trasladar los diferentes heridos a los centros hospitalarios. Para todo ello se activó el plan MASH7. Entre los fallecidos, se encontraba un bebé de 17 meses, un estudiante de 15 años y otro de 17 años.

## Reacciones

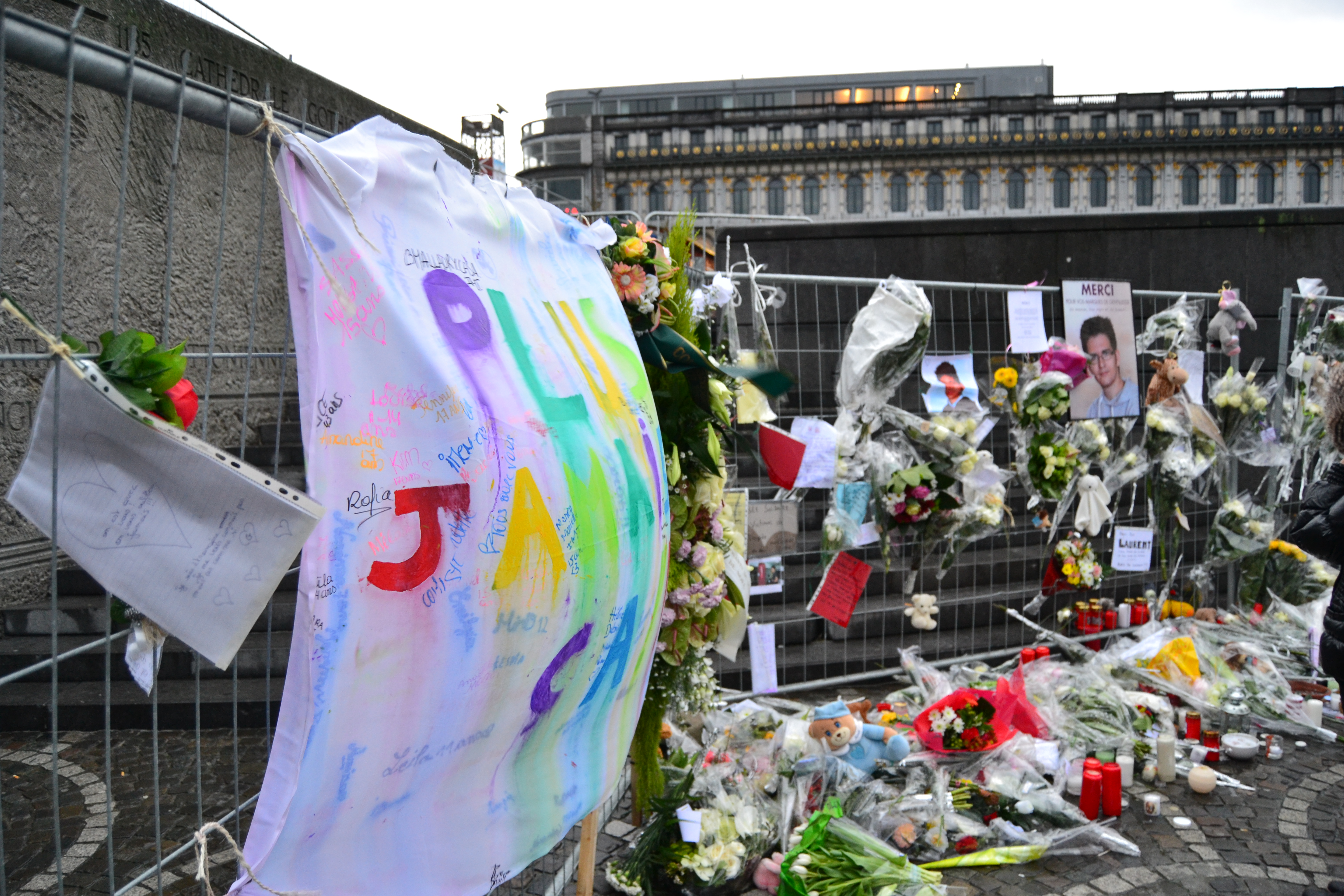
Muestras de dolor popular en el lugar de la masacre.

Las reacciones oficiales han sido numerosas y diversas personalidades políticas belgas se desplazaron al lugar de los hechos. Entre ellas, el rey Alberto II y su esposa Paola, o el primer ministro belga Elio Di Rupo, acompañado de los ministros Joëlle Milquet y Annemie Turtelboom.
Desde el extranjero, Bélgica, ha recibido las condolencias por parte del primer ministro británico David Cameron y del presidente del Eurogrupo y actual primer ministro de Luxemburgo Jean-Claude Juncker. El presidente de la Comisión Europea, el portugués, José Manuel Barroso, se ha mostrado «impactado y profundamente apenado» por lo ocurrido mientras que el presidente del Parlamento Europeo, Jerzy Buzek, ha hablado de «profunda consternación».